# Anamorph - I ritratti del serial killer
Anamorph - I ritratti del serial killer (Anamorph) è un film del 2007, diretto da Henry S. Miller.
Film giallo/thriller con protagonista Willem Dafoe nei panni di un detective che combatte un  serial killer artista. Nel cast figurano anche Scott Speedman, Don Harvey e James Rebhorn.

## Trama
New York, anni ottanta: Stan Aubray è un detective che a cinque anni dall'uccisione del presunto esecutore di una serie di orribili delitti ("Zio Eddie") torna ad indagare su un caso simile.
Come nel vecchio caso la scena dei delitti forma una sorta di "opera d'arte", con sofisticati espedienti tecnici e trovate sempre nuove. L'idea che non si tratti di un semplice imitatore ma dello stesso assassino di un tempo, si fa via via strada aumentando le inquietudini di Aubray. Il detective non ha mai perdonato a se stesso l'ultimo omicidio di Zio Eddie, la cui vittima era una giovane prostituta che lui conosceva e che avrebbe potuto salvare. Ora continua a frequentare l'amica di lei, Sandy, ex alcolizzata e in dialisi, con la quale mantiene una certa freddezza nonostante lei lo inviti esplicitamente ad aprirsi.
La terza vittima del "nuovo" serial killer è il suo vecchio collega e i segnali, sotto varie forme, diretti a lui, sono ormai talmente tanti e tali che è evidente che si tratta di una sfida, anzi una resa dei conti.
Come avvenne con Crystal cinque anni prima, Aubray arriva in ritardo anche con Sandy, la quarta vittima. Infine nel duello finale ha la peggio, nonostante il giovane detective che lui ha sempre ignorato riesca ad uccidere il serial killer, avendo raggiunto il luogo dell'ultima opera d'arte grazie alla visione degli anamorfismi svelatisi nelle immagini delle precedenti scene del delitto.

## Produzione
Il film è stato girato a New York.

## Distribuzione
Il film è stato presentato in anteprima al Milwaukee International Film Festival il 21 settembre 2007. L'uscita nelle sale, in numero limitato, è partita il 18 aprile 2008 da New York. Nelle sale italiane è uscito dal 26 giugno 2009.